# Anomaloglossus surinamensis
Espèce
Anomaloglossus surinamensis est une espèce d'amphibiens de la famille des Aromobatidae.

## Répartition
Cette espèce est endémique du plateau des Guyanes, on la rencontre au Suriname et dans L'ouest de la Guyane. 

## Étymologie
Son nom d'espèce, composé de Surinam[e] et du suffixe latin -ensis, « qui vit dans, qui habite », lui a été donné en référence au lieu de sa découverte.

## Publication originale
- Ouboter & Jairam, 2012 : Amphibians of Suriname. Fauna of Suriname, Brill Academic Publishers, p. 1-376.